# Denkmalschutzgesetz (Nordrhein-Westfalen)

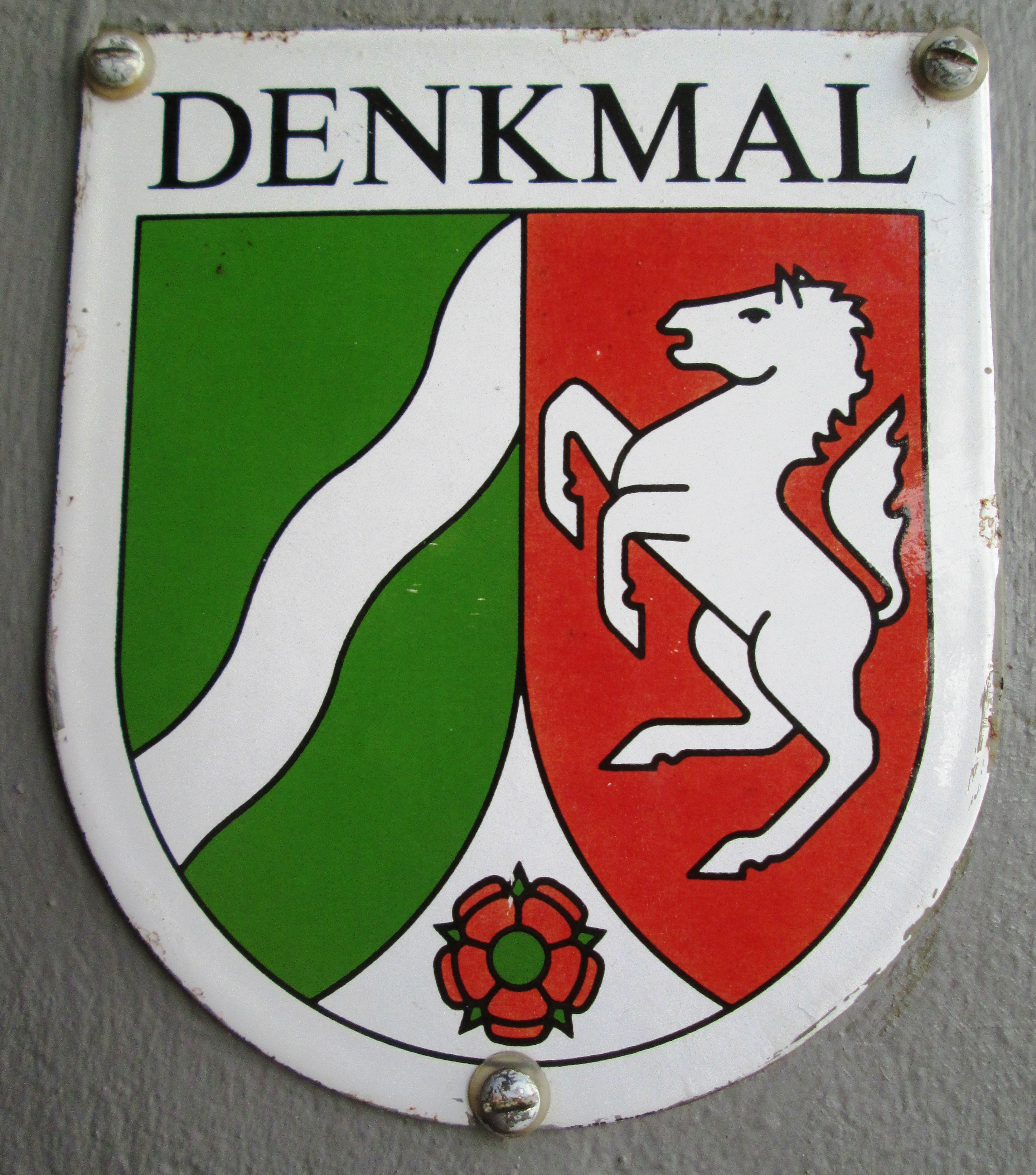
Plakette an der Hauswand eines Einzelkulturdenkmals in Aachen, 2019

Das Gesetz zum Schutz und zur Pflege der Denkmäler im Lande Nordrhein-Westfalen vom 11. März 1980 ist die Grundlage des Denkmalrechts in Nordrhein-Westfalen. Das Gesetz wird in der Regel mit DSchG NRW abgekürzt. Es ist eines der Denkmalschutzgesetze in Deutschland, ist aber in seiner Gesetzeswirkung durch aktuelle Mittelkürzungen bedroht.

## Entstehung/Geschichte
Nordrhein-Westfalen war das letzte der alten Bundesländer, das ein Denkmalschutzgesetz entwickelte. Bis zum Inkrafttreten des Denkmalschutzgesetzes am 1. Juli 1980 erfolgte der Schutz der Denkmäler in Nordrhein-Westfalen auf der Basis von überkommenem Landespartikularrecht, etwa dem Allgemeinen Landrecht für die Preußischen Staaten von 1794 und dem Preußischen Ausgrabungsgesetz von 1914 mit seinen Ausführungsbestimmungen, im ehemaligen Lippe (Land) mit dem Heimatschutzgesetz von 1920.

## Behörden

### Denkmalbehörde
Die Denkmalbehörden von Nordrhein-Westfalen sind dreistufig organisiert:
- Oberste Denkmalbehörde ist das Ministerium für Heimat, Kommunales, Bau und Gleichstellung des Landes Nordrhein-Westfalen.
- Als Obere Denkmalbehörde fungieren die Kreise und die Bezirksregierungen.
- Die Untere Denkmalbehörde ist kommunal organisiert. Deren Aufgaben werden von den Städten und Gemeinden wahrgenommen. Sie sind in erster Linie für den Denkmalschutz und die Denkmalpflege zuständig.

### Denkmalpflegeämter
Die Denkmalbehörden werden von den Denkmalpflegeämtern fachlich beraten und unterstützt. Die Leiter der Denkmalpflegeämter werden traditionell als Landeskonservatoren bezeichnet. Die Denkmalpflegeämter werden von den Landschaftsverbänden getragen. Sie haben eine rein beratende und gutachterliche Tätigkeit und keine denkmalbehördliche Funktion. Dabei handelt es sich
- für das Rheinland um das LVR-Amt für Bodendenkmalpflege im Rheinland und das LVR-Amt für Denkmalpflege im Rheinland. Träger ist der Landschaftsverband Rheinland.
- für Westfalen um die LWL-Denkmalpflege, Landschafts- und Baukultur in Westfalen und die Archäologie für Westfalen / Archäologische Bodendenkmalpflege. Träger ist hier der Landschaftsverband Westfalen-Lippe
- Die Stadt Köln nimmt für ihr Gebiet anstelle des Landschaftsverbandes Rheinland die Aufgabe der Bodendenkmalpflege durch das Römisch-Germanische Museum / Archäologische Bodendenkmalpflege wahr.

### Denkmalrat
Die „Untere Denkmalbehörde“ ist dazu verpflichtet, einen Ausschuss für die Aufgaben nach dem DSchG NRW zu bilden. Bei der „Obersten Denkmalbehörde“ kann für die Vertretung der Interessen der Denkmalpflege ein Landesdenkmalrat gebildet werden.

## Denkmäler
Denkmäler werden als historische Sachen, Mehrheiten von Sachen und Teile von Sachen definiert, an deren Erhaltung und Nutzung ein öffentliches Interesse besteht.

### Baudenkmäler
Baudenkmäler sind Denkmäler, die aus baulichen Anlagen oder Teilen baulicher Anlagen bestehen. Dazu zählen auch Garten-, Friedhofs- und Parkanlagen sowie historische Ausstattungsstücke, wenn sie mit dem Denkmal eine Einheit bilden.

### Denkmalbereiche
Denkmalbereiche sind Mehrheiten baulicher Anlagen, auch dann, wenn nicht jede dazugehörende einzelne bauliche Anlage die Voraussetzung für ein Denkmal erfüllt.

### Bewegliche Denkmäler
Bewegliche Denkmäler werden allgemein als alle nicht ortsfesten Denkmäler definiert.

### Bodendenkmäler
Bodendenkmäler sind sowohl bewegliche als auch unbewegliche Denkmäler. Dazu gehören auch Zeugnisse tierischen und pflanzlichen Lebens und paläontologischer Reste. Auch Bodenverfärbungen, die durch nicht mehr selbständig erkennbare Bodendenkmäler (wie z. B. vergangene Holzbauten etc.) verursacht wurden, gehören zu den Bodendenkmälern.
Archivgut fällt nicht unter das DSchG NRW, sondern unter das Nordrhein-Westfälische Archivgesetz.

## Maßnahmen für den Schutz und die Erhaltung eines Denkmals

### Entdeckung eines Bodendenkmals
Der Entdecker eines Denkmals ist verpflichtet, der zuständigen Gemeinde oder dem zuständigen Denkmalpflegeamt das Denkmal anzuzeigen. Nach der Meldung ist der Eigentümer des Grundstücks bzw. dessen Nutzungsberechtigter oder eine bevollmächtigte Person für drei Tage dafür verantwortlich, dass sich der Erhaltungszustand der Bodendenkmals nicht verändert. Die Frist kann von der Oberen Landesdenkmalbehörde verlängert oder verkürzt werden.
Seit der Neufassung des DSchG NRW vom 16. Juli 2013 gilt das sogenannte „Schatzregal“: Handelt es sich bei dem Fund um ein bewegliches Bodendenkmal oder einen Fund von besonderer wissenschaftlicher Bedeutung, der herrenlos ist oder so lange verborgen war, dass das Eigentum nicht mehr zu ermitteln ist, wird der Fund mit der Entdeckung zum Eigentum des Landes Nordrhein-Westfalen. Der Fund muss unverzüglich an die zuständige „Untere Denkmalbehörde“ oder das Denkmalpflegeamt des Landschaftsverbandes gemeldet und übergeben werden. Denjenigen, die ihrer Ablieferungspflicht nachkommen, soll eine angemessene Belohnung in Geld gewährt werden, die sich am wissenschaftlichen Wert des Fundes orientiert. Ist die Entdeckung jedoch bei unerlaubten Nachforschungen gemacht worden, sollte von der Gewährung einer Belohnung abgesehen werden.

### Unterschutzstellung
Denkmäler werden durch konstitutive Eintragung in die Denkmalliste unter Schutz gestellt (§ 3 Abs. 1 Satz 1 DSchG NRW). Die Eintragung erfolgt durch die Untere Denkmalbehörde im Benehmen mit dem Landschaftsverband (genauer genommen: mit dem Denkmalpflegeamt). Sie kann von Amts wegen oder auf Antrag des Eigentümers oder des Landschaftsverbandes erfolgen. Liegen die gesetzlichen Voraussetzungen vor, muss das Denkmal unter Schutz gestellt werden, und zwar unabhängig davon, ob der Eigentümer damit einverstanden ist. Wenn zu erwarten ist, dass ein Denkmal in die Denkmalliste eingetragen wird, soll die Untere Denkmalbehörde anordnen, dass das Denkmal als vorläufig eingetragen gilt (§ 4 Abs. 1 DSchG NRW).
Um einen Denkmalbereich unter Schutz zu stellen, muss die zuständige Gemeinde eine Satzung erlassen, die von der oberen Denkmalbehörde genehmigt werden muss (§§ 5 und 6 DSchG NRW). In dieser Satzung muss das Gebiet, das unter Schutz gestellt werden soll, bezeichnet werden, die Gründe, warum das Gebiet als Denkmalbereich festgesetzt wird sowie ein Plan und/oder eine Darstellung des betreffenden Gebiets beigefügt werden.

### Maßnahmen und Veränderungen
Erlaubnispflichtig sind
- an Baudenkmälern und ortsfesten Bodendenkmälern:
  - Beseitigung
  - Veränderung
  - Wegbringen an einen anderen Ort
  - Änderung der Nutzung
- in der Umgebung von Baudenkmälern und ortsfesten Bodendenkmälern, wenn das Erscheinungsbild des Denkmals beeinträchtigt wird,
  - die Errichtung einer neuen Anlage
  - die Beseitigung oder Veränderung einer bestehenden Anlage
- bei beweglichen Denkmälern deren
  - Beseitigung und
  - Veränderung

Die Erlaubnis erteilt die Untere Bodendenkmalbehörde im Benehmen mit dem Landschaftsverband (Denkmalpflegeamt).
Ist der Bund oder das Land Nordrhein-Westfalen Eigentümer oder Nutzungsberechtigter eines Denkmals, entscheidet anstelle der Unteren Denkmalbehörde die Bezirksregierung.
Wird ein Denkmal veräußert oder verändert, haben Eigentümer, Besitzer oder Nutzungsberechtigte innerhalb eines Monats die Veränderung der Unteren Denkmalbehörde anzuzeigen.

### Erhaltung und Pflege
Für Erhalt und Pflege eines Denkmals ist dessen Eigentümer verantwortlich. Wichtig ist der immer wieder auftauchende Zusatz „solange sich die Maßnahmen im Bereich des Zumutbaren befinden“. Bei dem Zumutbarkeitsbegriff ist allerdings große Vorsicht geboten. Kann der Eigentümer die Erhaltungsmaßnahmen nicht finanzieren, bedeutet das nicht automatisch, dass ihm die Erhaltung des Denkmals nicht zugemutet werden darf. Unzumutbar ist die Forderung, das Denkmal zu erhalten nur dann, wenn „eine Abwägung aller einschlägigen individuellen Gesichtspunkte unter Berücksichtigung der objektiven Lage und des Verfassungsgrundsatzes der Sozialbindung des Eigentums ergibt, dass ein solches Verhalten in Fällen dieser Art nicht verlangt werden kann“ (siehe Dieter J. Martin / Michael Krautzberger (Hrsg.), Handbuch Denkmalschutz und Denkmalpflege, Teil B, Rn. 75.) Für Erhalt und Pflege kann der Eigentümer andererseits auch Zuwendungen in Form von öffentlichen Mitteln oder Steuervergünstigungen erhalten. Gegebenenfalls muss das Denkmal der Öffentlichkeit zugänglich gemacht werden. Wenn die Wartungsmaßnahmen ihn wirtschaftlich überfordern, kann der Eigentümer unter bestimmten Voraussetzungen eine Übernahme des Denkmals durch die Gemeinde beantragen (§ 31 DSchG NRW). Denkbar ist auch, als äußerstes Mittel das öffentliche Erhaltungsinteresse durchzusetzen, die Enteignung des Denkmals (§ 30). Die Entschädigung richtet sich nach dem Landesenteignungs- und -entschädigungsgesetz (EEG NRW).

### Ausgrabungen
Ausgrabungsgenehmigungen werden durch die Obere Denkmalbehörde erteilt. Unter Ausgrabungen fallen sowohl das tatsächliche Graben nach Bodendenkmäler wie auch das Bergen von Bodendenkmälern aus Gewässern. Die Obere Denkmalbehörde kann für die Ausgrabungsgenehmigungen bestimmte Bedingungen (fachlich gebildete Leitung, restauratorische Behandlung von Funden und Befunden etc.) stellen.

#### Grabungsschutzgebiet
Bestimmte Gebiete können, wenn sie wichtige Bodendenkmäler enthalten, in Rücksprache mit den zuständigen Denkmalpflegeämtern für zunächst 3 Jahre zum Grabungsschutzgebiet erklärt werden. Die Frist kann verlängert werden. Da in Nordrhein-Westfalen wichtige Bergbaugebiete liegen, ist in einem Zusatz festgehalten, dass Gebiete, in denen Mineralien vorkommen die dem Bergrecht unterliegen, erst nach Rücksprache und Einvernehmen mit dem Landesoberbergamt Dortmund zu Grabungsschutzgebiete erklärt werden können.

## Mitgeltende Verordnungen und Verwaltungsvorschriften
Die zur Ausführung des Gesetzes erforderlichen Verordnungen und Verwaltungsvorschriften werden von dem für die Denkmalpflege zuständigen Minister erlassen (§ 3 Abs. 6, § 42 DSchG). Dazu gehören unter anderem:
- Verordnung über die Führung der Denkmalliste (Denkmallisten-Verordnung) vom 13. März 2015[4]
- Runderlass „Denkmalplakette des Landes Nordrhein-Westfalen“ vom 5. Mai 1988[5]
- Runderlass „Verfahren bei Übernahmeverlangen gem. § 31 DSchG“ vom 16. März 1984[6]